# Marceli Misiński
Marceli Misiński (ur. ok. 1857, zm. 25 listopada 1928 w Stryju) – polski prawnik, c. k. radca, sędzia, poseł do Sejmu Krajowego Galicji, działacz społeczny.

## Życiorys
Ukończył studia prawnicze. W okresie zaboru austriackiego w ramach autonomii galicyjskiej wstąpił do służby wymiaru sprawiedliwości. Pracował jako sekretarz rady sądu krajowego we Lwowie, po czym w listopadzie 1896 został mianowany radcą sądu krajowego we Lwowie. Później był radcą apelacyjnym we Lwowie. W 1906 został prezesem C. K. Sądu Obwodowego w Stryju i pełnił urząd w kolejnych latach. Na stanowisku prezesa Sądu Okręgowego w Stryju pozostawał po odzyskaniu przez Polskę niepodległości w latach 20. II Rzeczypospolitej. W listopadzie 1926 obchodził jubileusz 20-lecia pracy na tym stanowisku.
Pełnił mandat posła do Sejmu Krajowego Galicji: kadencji IX (w ostatnim jej roku 1913 objął mandat po Władysławie Dulębie w III kurii w okręgu Stryj) oraz X (1913-1914 został wybrany w III kurii w okręgu Stryj). Otrzymał honorowe obywatelstwo Stryja.
Zmarł 25 listopada 1928 w Stryju w wieku 71 lat.
Jego synami byli Jan (fizyk powiatowy w Stryju z tytułem doktora) i Jerzy (1892-1944, sportowiec, działacz, oficer).

## Odznaczenia
austro-węgierskie
- Kawaler Orderu Franciszka Józefa[2].
- Kawaler Orderu Leopolda[2].
- Medal Jubileuszowy Pamiątkowy dla Cywilnych Funkcjonariuszów Państwowych[2].
- Krzyż Jubileuszowy dla Cywilnych Funkcjonariuszów Państwowych[2].